# Gérce, Vas
Gérce  este un sat în districtul Sárvár, județul Vas, Ungaria, având o populație de 1.122 de locuitori (2011). 

## Demografie
Componența etnică a satului Gérce
     Maghiari (96,99%)
     Romi (2,1%)
     Germani (0,9%)
Componența confesională a satului Gérce
     Romano-catolici (54,99%)
     Luterani (18%)
     Fără religie (2,58%)
     Reformați (1,07%)
     Necunoscută (23,35%)
     Alte religii (0,45%)
Conform recensământului din 2011, satul Gérce avea 1.122 de locuitori. Din punct de vedere etnic, majoritatea locuitorilor (96,99%) erau maghiari, cu o minoritate de romi (2,1%).  Din punct de vedere confesional, majoritatea locuitorilor (54,99%) erau romano-catolici, existând și minorități de luterani (18,0%), persoane fără religie (2,58%) și reformați (1,07%). Pentru 23,35% din locuitori nu este cunoscută apartenența confesională.